# ليوناردو كامبانا
ليوناردو كامبانا هو لاعب كرة قدم إكوادوري، (ولد في غواياكيل في الإكوادور 2000  م). لعب مع .

## وصلات خارجية
- ليوناردو كامبانا على موقع الاتحاد الأوربي (الإنجليزية)
- ليوناردو كامبانا على موقع الدوري الأمريكي (الإنجليزية)
- ليوناردو كامبانا على موقع إي إس بي إن إف سي (الإنجليزية)
- ليوناردو كامبانا على موقع قاعدة بيانات كرة القدم.إي يو (الإنجليزية)
- ليوناردو كامبانا على موقع ناشيونال فوتبول تيمز (الإنجليزية)
- ليوناردو كامبانا على موقع Soccerway.com (الإنجليزية)
- ليوناردو كامبانا على موقع عالم كرة القدم.نت (الإنجليزية)